# Leucania imbellis
Leucania imbellis är en fjärilsart som beskrevs av Otto Staudinger 1888. Leucania imbellis ingår i släktet Leucania och familjen nattflyn. Inga underarter finns listade i Catalogue of Life.